# Satélite militar
Um satélite militar é um satélite artificial usado para um  propósito militar, frequentemente destinado à coleta de informações de  inteligência, tal como as comunicações por satélite usadas para fins militares, ou como uma arma militar

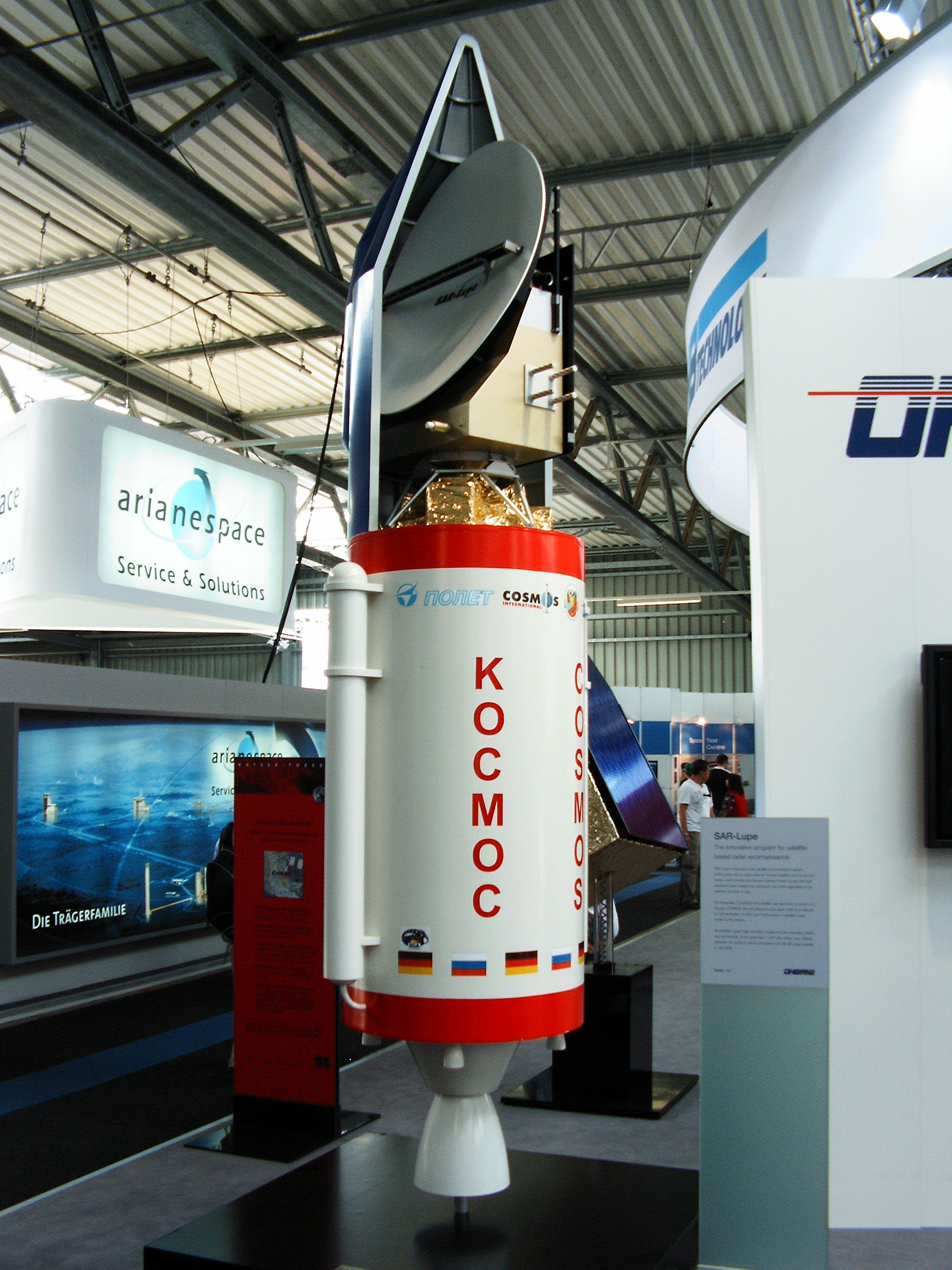
Um modelo de um satélite de reconhecimento alemão SAR-Lupe dentro de um foguete Kosmos-3M.

## Descrição
- Programa Guerra nas Estrelas

Um satélite por si só não é nem militar nem civil. É o tipo de carga que ele transporta, que permite que se chegar a uma decisão referente ao seu caráter militar ou civil.  Ref. N-1  Porém, mesmo a distinção acima agora está confusa. Por exemplo, um satélite civil pode transportar transponders militares e vice-versa. Satélites civis comerciais também são conhecidos por executar tarefas militares incluindo possibilitar comunicações, imageamento etc. Ao mesmo tempo, os satélites militares como o GPS NAVSTAR possuem mais usuários civis do que militares. A despeito das possibilidades acima, satélites que tenham utilizações puramente militares são conhecidos como satélites militares.

## Indústria de satélites militares
A demanda por comunicações via satélite militar a partir de 2009 é estimada em 390 TPEs para bandas C, Ku e Ka. Futron projeta um aumento de 300 unidades até 2019, ou uma taxa de crescimento anual de 5,6 % durante dez anos. A demanda por comunicações via satélite militar em 2009 está estimada em 16 Gbit/s e se espera um crescimento para 28 Gbit/s em 2019. Os EUA representam a maior demanda de satélites militares. A demanda internacional das forças de segurança também está crescendo, especialmente a dos estados-membros da Otan e do Oriente Médio. Satélites militares estão se tornando mais indispensáveis no teatro de operações assim como a utilização do "país de origem" para treinamento, redistribuição de dados e backhaul.

## O uso nas Forças Armadas dos EUA
As Forças Armadas dos EUA mantém redes internacionais de satélites com estações terrestres localizadas em vários continentes.
A latência de sinal é uma preocupação importante em comunicações por satélite, fatores geográficos e meteorológicos por desempenhar um papel importante na escolha de teleportos. Uma vez que algumas das principais atividades militares do exército dos EUA estão em território estrangeiro, o governo dos EUA necessita subcontratar serviços de satélite com operadoras estrangeiras sediadas em áreas de clima favorável. 
Retransmissor Tático e Estratégico Militar ou MILSTAR é uma constelação de satélites militares geridos pela Força Aérea dos Estados Unidos. Existem atualmente cinco satélites Milstar implantados em órbita geoestacionária para fornecer banda larga, banda estreita e sistemas de comunicação militar protegidos. Sistemas de banda larga suportam transferências de alta largura de banda. Sistemas protegidos oferecem proteção mais sofisticada como características anti-interferência e sobrevivência nuclear, enquanto sistemas de banda estreita são destinados a serviços de comunicação básica que não requerem grande largura de banda.

## Recursos
- (em francês)(em inglês) Guy Lebègue, (trad. Robert J. Amral), « Gulf War : Military satellites, the Lesson », in Revue aerospatiale,  n°79, June 1991.
- Squadron Leader KK Nair, "Space: The Frontiers of Modern Defence", Knowledge World Publishers, New Delhi.